# بخش کیانفنگ
بخش کیانفنگ (به لاتین: Qianfeng District) یک منطقهٔ مسکونی در چین است که در گوانگان واقع شده‌است. بخش کیانفنگ ۵۰۵٫۶ کیلومتر مربع مساحت و ۳۶۸٬۰۰۰ نفر جمعیت دارد.